# 周逢民
周逢民（1963年—），湖南永州人，汉族，中华人民共和国政治人物、第十一届全国人民代表大会黑龙江地区代表。
毕业于哈尔滨师范大学经济管理专业，是中共党员。担任中国人民银行党校常务副校长、人行哈尔滨中心支行原行长。2008年起担任全国人大代表。